# 陈昭典
陈昭典（1938年9月—），男，籍貫台湾台北，中华人民共和国泌尿和男科学专家、政治人物，浙江医科大学原校长，浙江省政协原副主席，中共十四大、十五大、十六大代表。